# Hylobates funereus
Hylobates funereus (лат.) — вид приматов из семейства гиббоновых.

## Таксономия
Hylobates funereus и Hylobates abbotti считались конспецифичными с гиббоном Мюллера (Hylobates muelleri), но более поздние исследования показывают, что все три являются отдельными видами, и как Красный список МСОП, так и Американское общество маммологов считают их таковыми. Однако они все еще могут скрещиваться друг с другом там, где их ареалы пересекаются.

## Распространение
Эндемичен для северо-восточного Калимантана. Ареал полностью охватывает территории Брунея и малайзийского штата Сабах, а также небольшую сопредельную часть малайзийского штата Саравак – до реки Барам на западе. В индонезийской части Калимантана он распространяется на всю территорию провинции Северный Калимантан и значительную часть провинции Восточный Калимантан – его южной границей служит река Махакам.

## Охрана
Как и Hylobates abbotti с Hylobates muelleri, этот вид считается находящимся под угрозой исчезновения из-за сильной вырубки лесов на Калимантане, а также усиления лесных пожаров, усугубленных явлениями Эль-Ниньо. Ему также угрожает незаконная охота и отлов для торговли ручными животными.